# Gotthard (Fernsehfilm)
Gotthard ist ein zweiteiliger Historienfilm über den Bau des 15 km langen ersten Gotthardtunnels von 1873 bis 1882. Produziert wurde der 180 Minuten dauernde Fernsehfilm 2015 von Zodiac Pictures für das Schweizer Radio und Fernsehen (SRF) unter der Regie von Urs Egger. Die bisher grösste Filmproduktion des Schweizer Fernsehens entstand in einer Koproduktion mit ZDF, ORF, RSI und RTS.
Seine Premiere erlebte der Film am 2. August 2016 am Filmfestival von Locarno. Die Deutschlandpremiere war am 2. Dezember 2016 an der Filmschau Baden-Württemberg in Stuttgart. Am 11. und 12. Dezember 2016 wurde er als Zweiteiler auf SRF 1 anlässlich der fahrplanmässigen Inbetriebnahme des 57 km langen und tiefer im Berg liegenden Nachfolgeprojekts Gotthard-Basistunnels ausgestrahlt. Das ZDF zeigte ihn erstmals am 19. und 21. Dezember 2016.

## Handlung

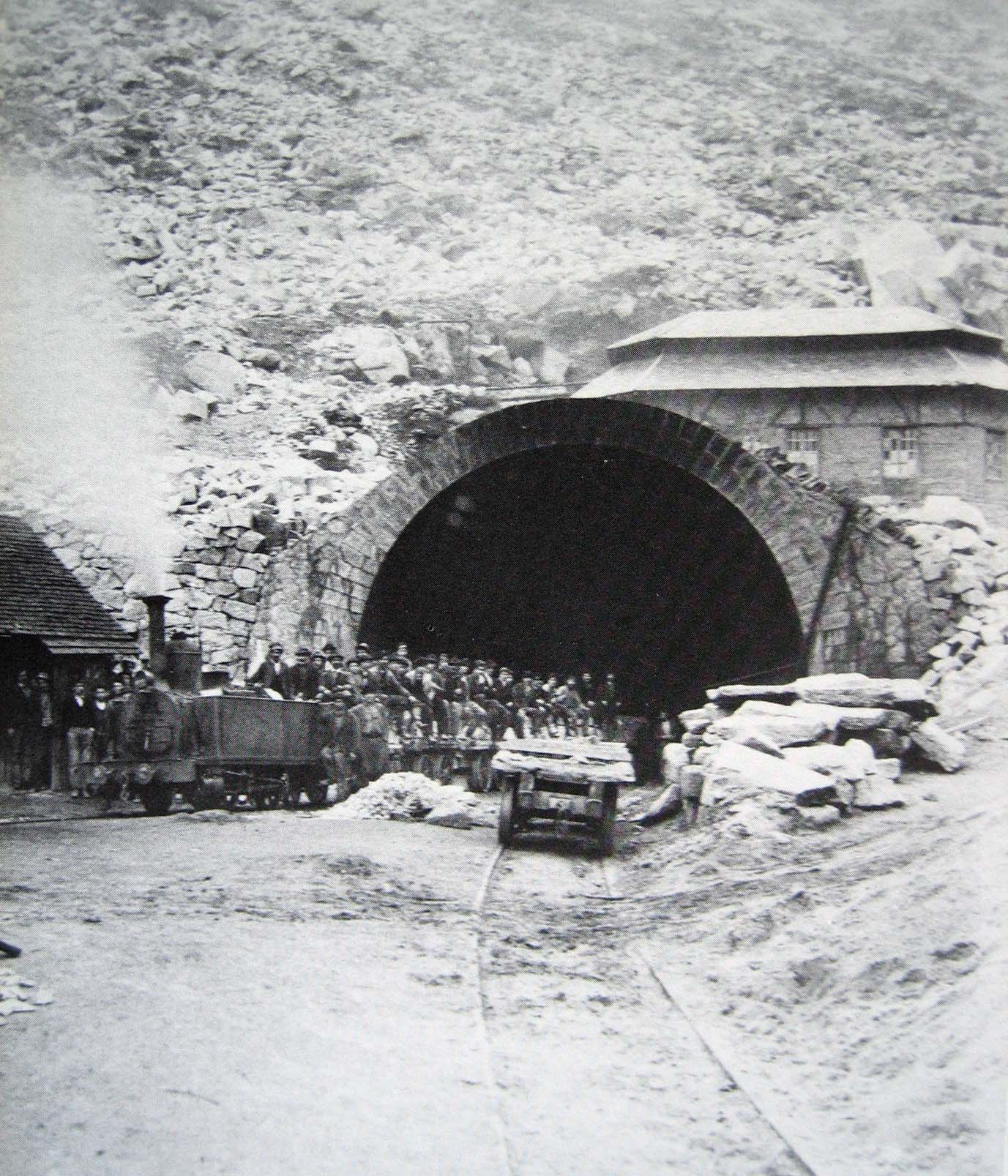
Baustelle am Gotthard-Nordportal, 1875

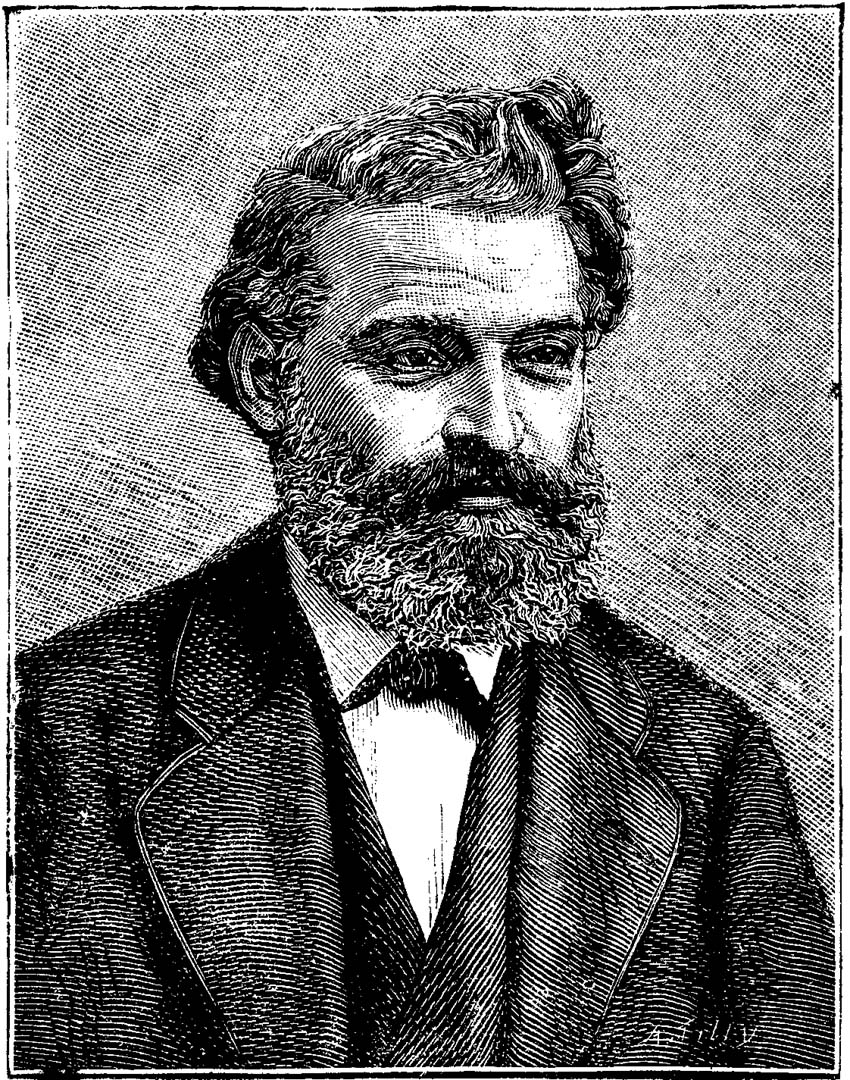
Louis Favre, Patron und leitender Ingenieur beim Bau des Gotthardtunnels

Der Film beginnt mit dem Eintreffen des fiktiven Unternehmersohns Max Bühl aus Deutschland in Göschenen. Er möchte sich als Ingenieur für den Tunnelbau bewerben, obwohl er eigentlich noch nicht als Ingenieur ausgebildet ist. Der Film spielt damit auf den Autodidakt Favre an. Bühl bekommt zunächst eine Aufgabe bei der Transporttruppe, die die Tunnelbauausrüstung mit Pferdefuhrwerken hoch nach Göschenen bringt – der Bau der Zufahrtsstrecke zum Tunnel erfolgt gleichzeitig. Bei der Suche nach einer Übernachtungsmöglichkeit trifft er auf die schöne Anna Tresch, Tochter eines Fuhrunternehmers, die ihm ein Zimmer vermietet. Weil gleichzeitig der italienische Bauarbeiter Tommaso Lazzaroni ebenfalls ein Zimmer sucht und sie die geforderte Miete nur zusammen bezahlen können, teilen sich fortan Tommaso und Max das Zimmer.
Max stellt fest, dass der Transport immer wieder ins Stocken kommt, weil sich die Fuhrhalter aus Göschenen weigern, für die von Escher dominierte Compagnie (Gotthardbahn-Gesellschaft) zu arbeiten. Dies aus Angst, sie würden durch die Mithilfe am Bau des Tunnels ihre eigene Existenz aufs Spiel setzen – wenn der Tunnel gebaut sein würde, würde es keine Fuhrhalter mehr brauchen. Max schlägt Favre vor, Exklusivverträge mit Fuhrhaltern einzugehen, um den Transport sicherzustellen.
Anna kann ihren Vater auf Max’ Bitten hin davon überzeugen, einen solchen Vertrag einzugehen – er würde genug verdienen, um sich danach in den Ruhestand begeben zu können und der künftigen Generation eine neue Perspektive vorzubereiten. Schon beim ersten Transport mit den Fuhrwerken von Annas Vater Anton soll das neue und lange erwartete Dynamit für den Tunnelbau transportiert werden. Während des Transportes wird es immer kälter. Max weiss, dass unterhalb von 4 Grad das im Dynamit enthaltene Nitroglyzerin nicht mehr gebunden ist und es sehr stossempfindlich wird. Als der von Antons Bruder Hans gelenkte Wagen ein Rad verliert, explodiert dieser. Fortan ist Anton depressiv und nicht mehr gut auf die Compagnie zu sprechen. Noch bei der Hochzeitsfeier seiner Tochter mit Tommaso lässt er die Dynamitvorräte in Göschenen hochgehen und verschwindet daraufhin spurlos.
Anna hat ein Problem: Sie möchte eine Herberge für die immer zahlreicher werdenden Arbeiter eröffnen, allerdings ist ihr als Frau die Führung eines Unternehmens nicht gestattet. Weil Max für sein eigentliches Ingenieurstudium zu Bauleiter Louis Favre ins Büro nach Luzern ziehen wird, entscheidet sie kurzerhand, Tommaso zu heiraten. Max, der ebenfalls deutliche Gefühle für Anna empfand, nimmt das stillschweigend hin. Tommaso, der als Anführer eines Streiks nach einem Unglück im Tunnel identifiziert wird, wird als Bauarbeiter entlassen und baut und führt zusammen mit Anna die Herberge.
Während Max in Luzern im Büro von Favre arbeitet, lernt er Maja, Favres Nichte, kennen, die ebenfalls für Favre arbeitet und Gefühle für ihn entwickelt. Gleichzeitig wird die finanzielle Situation für Favres Firma immer kritischer, denn es geht nicht so schnell voran wie geplant. Drei Jahre später geht nach und nach das Geld aus und der Bundesrat in Bern ist entgegen der Forderung Eschers nicht mehr gewillt, Favres Gesellschaft weiterhin zu finanzieren. Der Bundesrat dreht Favre den Geldhahn zu und Alfred Escher, Präsident der Gotthardbahn-Aktiengesellschaft und Gründer der Schweizerischen Kreditanstalt, muss zurücktreten. Der Film zeigt wiederholt Einblendungen zu Sitzungen der zum Teil internationalen Aufsichtsgremien der Gotthardbahn-Gesellschaft. Favre will sich erschiessen. Max kommt ihm allerdings dazwischen, indem er eine Möglichkeit gefunden hat, den finanziellen Engpass zu überbrücken: Die Arbeiter werden zukünftig nicht in Franken, sondern in einer Art Aktienwährung bezahlt, die wenige Monate später in Franken gewechselt werden würde. Nach Vermittlung durch Tommaso nehmen die Arbeiter das Angebot an, da sonst die gesamte Arbeit umsonst und ihr Lohn verloren gewesen wäre.
Nach drei Jahren im Luzerner Büro kehrt Max wieder nach Göschenen zurück und leitet nun die Bauarbeiten am Nordportal persönlich. Sorgen macht ihm besonders die schlechte Gesundheit der Arbeiter. Viele kommen angeblich an der im Bergbau bekannten „Staublunge“ um. Dr. Zwyssig, der einzige Arzt vor Ort, ist nicht in der Lage oder willens, das genauer zu beurteilen. Max identifiziert die schlechte Luft im Tunnel als Hauptursache und erhält von Favre die Bewilligung, Pressluftlokomotiven einzusetzen, statt der im Tunnel mit Kohle befeuerten und russenden Dampflokomotiven. Dennoch sterben immer mehr Arbeiter an seltsamen Lungenproblemen – viel akuter als es bei Staublunge der Fall wäre. Anna und Tommaso kümmern sich heimlich um die kranken Arbeiter und machen Max grosse Vorwürfe, weil er nicht genug für sie täte. Gleichzeitig wird klar, dass Max Anna nach wie vor liebt und sie wundert sich jetzt wieder darüber, dass er sie damals einfach Tommaso überließ. Während dieser auf der Suche nach einem besseren Arzt ist, schläft Max mit Anna. Tommaso erfährt das, behält es aber für sich.
Einen besseren Arzt findet er zwar nicht, kann aber ein Lichtmikroskop erwerben. Vorerst will Dr. Zwyssig aber davon nichts wissen. 1875 treten die Arbeiter in einen Streik, da sie sich die prekären Arbeitsbedingungen nicht mehr gefallen lassen wollen. Sie fordern unter anderem 1 Fr. mehr Lohn pro Tag. Die Gotthardbahngesellschaft ist aber nicht in der Lage, diese Forderung zu erfüllen. Max bittet die Armee um Hilfe. Diese ist völlig überfordert und schlägt den Aufstand gegen dessen Willen blutig nieder – mehrere Arbeiter werden erschossen. Tommaso, der sich erneut für die Arbeiter einsetzte, muss fliehen. Er bewirbt sich aber unter falschem Namen als Arbeiter in Airolo und wird dort angestellt.
Zwischenzeitlich rettet Annas Vater Anton Louis Favre am Pass das Leben. Dieser wollte die Baustelle in Airolo besichtigen. Er drohte, auf dem Pass zu erfrieren. Anton schleppt ihn in seine Hütte am Pass, in der er sich verborgen hielt, und rettet ihn so.

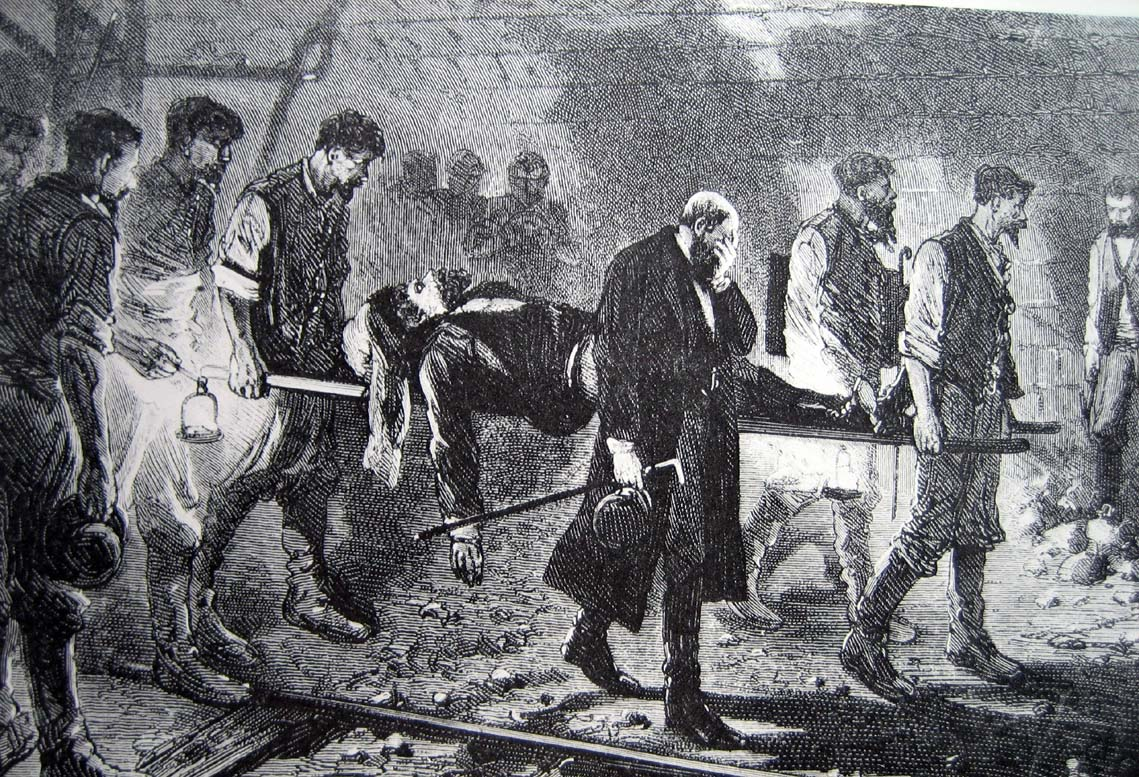
Favre stirbt im Tunnel

Im Tunnelbau mehren sich zunehmend die Zweifel, dass der Durchstich gelingen würde. Den Messungen zufolge müsste er längst eingetreten sein, aber es sind noch nicht einmal die Sprengungen der Gegenseite zu hören. Während einer Inspektion im Tunnel stirbt Favre.
Nach vielen weiteren Toten stellt der Arzt Dr. Zwyssig bei den Arbeitern mit Tommasos Mikroskop den Befall mit Hakenwürmern fest und setzt Hygienemassnahmen durch. Weil Max diese Entdeckung zusammen mit Forderungen nach besseren Arbeitsbedingungen an den Bundesrat schickt, wird er entlassen, bleibt aber bei Anna. Kurz darauf erfolgt der Durchstich. Als erstes Zeichen reichen die Arbeiter ein Bild Favres durch die Öffnung, der das nicht mehr erleben konnte. Als sich Max den Durchstich ansieht, trifft er auf Tommaso. Dieser will nach London gehen, weil dort Karl Marx als eine der führenden Figuren der internationalen Arbeiterbewegung wirkt. Tommaso überlässt Max seine Frau Anna und die gemeinsame Tochter.

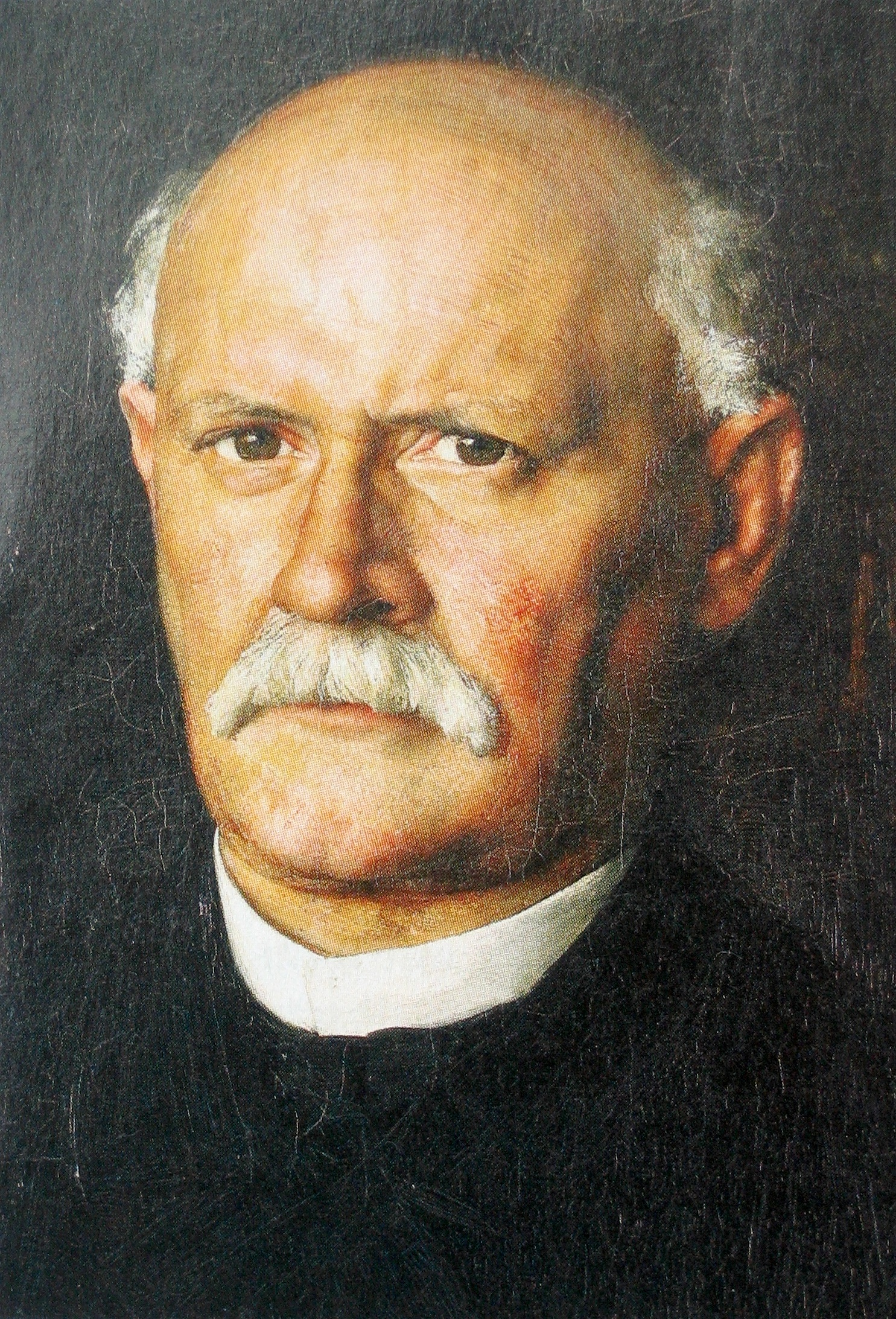
Bundesrat Emil Welti

In der Schlussszene eröffnet Bundesrat Emil Welti den Tunnel. Im Abspann erfährt man, dass während des Baus 177 Arbeiter den Tod fanden (realiter sind 199 bekannt) und mehr als tausend später zuhause an den Folgen des Tunnelbaus starben. Im Gegensatz zum Film finden sich in der offiziellen Schweizer Statistik nur wenige, die an Krankheiten starben – weit mehr starben bei Unfällen und Explosionen.

## Hintergrund
- Die Dreharbeiten dauerten vom 1. September bis 26. November 2015.[6] Als Drehkulisse für das Tunnelbaudorf Göschenen diente der Bündner Ort Valendas. Die äussere Baustelle wurde in einem stillgelegten Steinbruch bei Prag nachgestellt, inklusive Bürobaracken und Stellwerk.[7] Für die Tunnelszenen wurde in einem ehemaligen Pulheimer Möbellogistikzentrum[8] eine 90 Meter lange Kulisse gebaut, in die kein Tageslicht dringen durfte.[9] Kleinere Stadtszenen wurden in Bern, Luzern und Köln gedreht.[10][11]  Einige Szenen wurden auf der Dampfbahn Furka-Bergstrecke gedreht, insbesondere die Ankunft des schwedischen Dynamits.
- Die Rollen: von den Darstellern werden, wie bei solchen Histotainment-Projekten üblich, gleichzeitig reale Figuren und fiktive Charaktere benutzt, um wesentliche Elemente der Zeit verdichtet zeigen zu können.[12] Im Kern wahre Begebenheiten um den Genfer Bauunternehmer Louis Favre und den Zürcher Bauunternehmer und Politiker Alfred Escher umspielen dramatisierend die drei erdachten Hauptfiguren Max, Anna und Tommaso. Die Zahl der Komparsen, über 2500, ist für eine Fernsehproduktion beachtlich.
- Ein Visual-Effects-Team von Mackevision in Stuttgart, das bereits bei Hollywood-Produktionen mitgearbeitet hat, bearbeitete den Film während eines halben Jahres. Eingefügt bzw. nachgebildet wurden die alpine Landschaft rund um die in Tschechien gedrehte Baustelle, Lokomotiven, Pferdekutschen oder Massenaufläufe.[13]
- Die Produktionskosten betrugen 11 Millionen Schweizer Franken.
- Historisch: Alpenüberquerung und Säumerei, Nobels Dynamit-Produktion in der Schweiz[14]
- Vorausgegangene Filmprojekte: * Die Schweizer, Alfred Escher und Stefano Franscini – Kampf um den Gotthard, ein Teil der vierteiligen Dokumentation des Schweizer Fernsehens von 2013.

## Kritik
Bei dieser bislang teuersten Produktion der SRG haben sich verschiedene historische Ungenauigkeiten eingeschlichen. Zum Beispiel kritisiert der Historiker Kilian T. Elsasser Fehler bezüglich der Kostenüberschreitungen am Tunnel und der Zahl der Personen, die beim Bau ums Leben kamen. Sie werde mit 177 statt mit 199 Toten an den Baustellen angegeben. Den Wurmbefall auf Grund der schlechten Hygiene in den Unterkünften entdeckte in der Realität nicht der Schweizer Gemeindearzt, sondern der Turiner Parasitologe Edoardo Perroncito (geb. 1847) in Stuhlproben der heimgekehrten Mineure. Das Mikroskop war allerdings dabei hilfreich. Louis Favre starb zwar tatsächlich bei einer Tunnelbegehung, allerdings nicht in der Nähe der Durchschlagstelle, sondern bei Tunnelkilometer 3 unter Andermatt an einer Stelle, wo das Tunnelgewölbe durch den Bergdruck immer wieder eingedrückt wurde und mehrfach verstärkt werden musste. (1940 stellte sich heraus, dass der Tunnelbau dabei nur knapp einer Katastrophe entgangen war.)
Volker Bergmeister urteilte in Tittelbach.tv: " Die Geschichte auf Einzelschicksale herunter zu brechen, dem großen Ereignis ein menschliches Gesicht zu geben – bietet sich bei „Gotthard“ an. Aber – wie hier geschehen – die drei Personen in so ein enges und dominierendes Beziehungsgeflecht zu setzen, ist kein glücklicher Kniff. So gerät der Tunnel phasenweise zu sehr in den Hintergrund und die persönliche Ebene bekommt einen zu hohen Stellenwert." Positiv streicht er heraus, dass der Bau des Tunnels nicht glorifiziert und auch die "schmutzige Seite" des Projekts aufgezeigt wurde.

## Auszeichnungen und Nominierungen
- 2017: Prix Walo in der Kategorie TV-Produktion (Preis für das Jahr 2016)[17]
- 2017: Prix Europa – Nominierung in der Kategorie „TV Fiction“[18]
- 2017: Seoul International Drama Award in der Kategorie „Best Director“ (Urs Egger)[19]